# Metaxygnathus denticulus
Metaxygnathus denticulus es un pez sarcopterigio extinto perteneciente a la subclase de los tetrapodomorfos que fue encontrado en depósitos del Devónico superior en Nueva Gales del Sur, Australia. Solo se ha encontrado de este una mandíbula inferior. Se trata de un fósil transicional situado entre los peces y los tetrápodos (vertebrados con cuatro patas).